# Malephora
Malephora es un género con 17 especies de plantas suculentas perteneciente a la familia Aizoaceae.

## Taxonomía
El género fue descrito por  Nicholas Edward Brown, y publicado en The Gardeners' Chronicle, ser. 3 81: 12. 1927. La especie tipo es: Malephora mollis (Aiton) N.E. Br. 

## Especies seleccionadas
- Malephora crassa
- Malephora crocea
- Malephora engleriana
- Malephora lutea
- Malephora purpurocrocea